# D12
D12 (также известна как Dirty Dozen) — американская хип-хоп группа из Детройта, штат Мичиган.
D12 возглавляла чарты США, Великобритании, Германии и России. Группа была сформирована в 1996 году, но настоящей популярности достигла только после того, как Eminem добился мировой известности в хип-хопе. Альбомы «Devil’s Night» и «D12 World» были выпущены в 2001 и 2004 годах соответственно. В этот период времени прогремели такие хиты как «Fight Music», «Purple Pills», «My Band», «How Come» и «Shit on You». С 2006 года активность группы значительно снизилась в связи со смертью Пруфа, лидера группы, и самоизоляцией Эминема.

## История[3]

### Начало карьеры
Чтобы получилась «Грязная Дюжина» было решено, что шесть членов группы должны взять себе альтер эго: Proof выбрал Dirty Harry, Bizarre стал Piter S. Bizarre, Kuniva — Hannz G.(позже Rondell Beene), Kon Artis выбрал Mr. Porter, Bugz стал Robert Beck, а Eminem — Slim Shady.
С 1997 до 1998 года участники группы начали зарабатывать себе репутацию на местном уровне Детройта. Bizarre в городе был назван «Flava of the Week» и выпустил свой первый мини-альбом, названный Attack of the Weirdos. Вместе с Эминемом, Rah Digga и Young Zee он стал почётным членом Outsidaz. Proof победил в рэп-битве организованной The Source.
Группа прошла через многие изменения в первые дни и даже временно была неактивна, когда Эминема заметил Dr. Dre и он ушёл, чтобы делать сольную карьеру. И примерно в то время, когда Eminem делал сольную карьеру и подписывал первый контракт, Proof пытался возобновить работу D12. Ему удалось завербовать в группу местный хип-хоп дуэт — Da Brigade, в составе которого были: Kuniva — местный MC и Kon Artis — давний друг Эминема и Proof’a. В то время Kon Artis был продюсером группы, а позже производил и альбом Эминема Infinite. Но партнёры уговорили его присоединиться к группе в качестве исполнителя. Позже к группе присоединился Bugz и нужен был ещё один человек, Bugz предложил своего давнего друга — Swift, который тогда был в составе рэп-дуэта Da Rabeez.

### Смерть Bugz’а
Перед концертом в Детройте, Bugz был на пикнике, где начался конфликт между ним и ещё одним человеком с травматическим пистолетом, когда конфликт перерос в драку, человек пошёл в свой внедорожник за огнестрельным оружием и выстрелил в Bugz’a четыре раза, а потом переехал на машине и скрылся. Этот инцидент 21 мая 1999 года успели заснять на камеру и показали по местным новостям в тот же вечер.
Это происшествие испортило настроение в коллективе. Одной из его последних просьб было взять Swift’a в группу. К сожалению, через пару недель пребывания Swift’a в группе самого Bugz’a убили. Многие из оставшихся членов подумали, что группа развалится. После смерти Bugz Eminem добровольно, из-за своих обязательств перед группой вернулся. Это наконец привело к восстановлению коллектива.
В память о Bugz группа выпустила трек «Good Die Young» в своём втором альбоме D12 World, также в альбом включена песня «Bugz ’97», на которой запись голоса Bugz из песни «Desperados», записанной в 1997 году. Все участники группы (кроме Eminem) сделали татуировку с его именем где-нибудь на теле в память о нём. Группа записала свой первый альбом Devil’s Night в память о Bugz, третий альбом Eminem The Marshall Mathers LP также был посвящён Bugz.

### Успех
Их дебютный альбом Devil’s Night был выпущен в июне 2001 года. Он дебютировал на первой строчке в американских и британских чартах, а также достиг вершин канадских чартов. По всему миру было продано 4 миллиона экземпляров альбома и 2 миллиона из них — в США.
На альбоме были следующие синглы:
- «Purple Pills» достигла первой двадцатки на Billboard Hot 100 и номер один на рэп-чартах в 2001 году, а также номер два в Великобритании и в десятке в Австралии.
- «Shit On You» достиг британской десятки и канадской пятёрки.
- «Fight Music» достигла британской десятки, а в Австралии попала только в сорок лучших, в клипе на песню присутствовали Ice-T, Angie Martinez и Fat Joe.

В августе 2001 года, D12 и Esham начали Warped Tour, после которого члены группы якобы напали на Esham за песню «Chemical Imbalance», в которой упоминается дочь Эминема. Эминем в туре не присутствовал.
В 2002 году группа приняла участие в записи песни «She-Devil» из альбома Absolute Power рэпера Tech N9ne, на песне отсутствовал лишь Eminem.
Второй альбом группы D12 World был выпущен 27 апреля 2004. Продюсеры: Dr. Dre, Eminem, Kon Artis и Канье Уэст. Гостями на альбоме были Obie Trice в песне «Loyalty» и B-Real из группы Cypress Hill в песне «American Psycho II». Альбом дебютировал на первой строчке чартов США, Великобритании и Австралии, и на втором месте в Германии. Только в США за первую неделю было продано больше полумиллиона копий. Первый сингл «My Band» успешно достиг первого номера в Австралии, Новой Зеландии, США, пятёрки лучших — в Великобритании и Германии и вошёл в первую десятку Billboard Hot 100.
Группа часто была омрачена огромным успехом Эминема и гастролировала без него, в то время как он был занят записью альбома Encore. Другие члены группы Bizarre и Proof тоже добились известности с относительно известными альбомами Hannicap Circus и Searching for Jerry Garcia выпущенными в 2005 году. Они также считают, что Eminem не будет занимать главную позицию в их третьем альбоме. Их третий альбом, по оценкам 70 % критиков, завершится без участия Эминема. Однако в июне 2009 года Eminem подтвердил, что он тоже принимает участие в записи третьего студийного альбома группы на объявлении, сделанном по Rap City во время интервью его и Kon Artis.
Группа записала песню «Hit Me With Your Best Shot» для альбома Эминема Recovery, но она не вошла в альбом.

### Смерть Proof’а
11 апреля 2006 года Proof скончался от огнестрельного ранения в Детройтском ночном клубе после выстрела в Кита Бендера-младшего из-за грубых замечаний во время игры в бильярд. Proof был застрелен клубным вышибалой Mario Etheridge, двоюродным братом Бендера. Его признали мёртвым уже по прибытии в больницу Conner Creek Св. Иоанна.
Eminem в память о своём лучшем друге Proof’е, сделал себе тату «Proof» на левой руке, точно такое же было у самого покойного рэпера только на правой руке.

### Арест Swift’a
Swift’a арестовали в городе Нови, штат Мичиган 21 апреля 2006 года из-за того, что он не пришёл на суд. Это было связано с тем, что он присутствовал в качестве несущего гроб на похоронах члена группы Proof’а. Он уже находился на испытательном сроке с 2005 года, он был приговорён судьёй окружного суда Брайаном МакКензи к 93 дням тюрьмы за нарушения условий испытательного срока. Это приостановило запись третьего студийного альбома группы. После освобождения Swift’a снова начались работы над альбомом.

### Возвращение Fuzz Scoota иReturn of the Dozen
21 мая 2008 года, после четырёх лет затишья D12 выпустила новый микстейп Return of the Dozen Vol. 1. Микстейп был выпущен, чтобы поднять D12 на ноги, в рамках подготовки к новым возможным записям. Микстейпу не хватало Proof’a, Эминема (он в то время работал над сольным альбомом Relapse), а некоторые члены группы работали над своими сольными проектами, но были приглашены гостями рэперы, такие как Royce da 5'9" и King Gordy. Некоторые треки были сольными выступлениями членов группы — «If You Want It» от Kuniva, по аналогии с треком Эминема «Girls» с альбома Devil’s Night.
На видео, выпущенном 6 апреля 2011 года Bizarre объявил, что Fuzz Scoota, один из первых членов D12, возвращается в группу.
D12 выпустила Return of the Dozen Vol. 2 12 апреля 2011 года, который включил в себя треки Fuzz’a и Эминема.

### Разногласия в группе и уход Bizarre и Mr. Porter
В 2011 году должен был выйти их новый альбом, который так и не вышел, группа простаивала, после чего Bizarre заявил о выходе своего сольного альбома и ушёл из группы.
Bizarre сказал:

 «Да, я больше не в D12. У нас просто творческие разногласия, и мы решили пойти разными дорогами. Я решил пойти своим путём. Это было моё собственное решение. Я считаю, я вырос как артист, и пришло время для собственного бренда».

В D12 начался полный разлад. Теперь уже и Mr. Porter не является участником группы. Однако, дело не ограничилось только этим.
Теперь нарастает конфликт между Swifty McVay и Bizarre, которые начали поливать друг друга грязью в твиттере.
Но в начале 2014 года в интернете появилась информация, что Марк Басс сводит новые записи от D12, а в трёх из них принял участие Eminem. Также Bizarre в своём интервью прокомментировал информацию об этом: он сообщил, что они все снова вместе и записывают новый материал.
31 октября 2014 года (в Ночь Дьявола) на официальной страничке D12 в Facebook появилась информация, что новый альбом будет называться Devil’s Night II. Также, на альбоме-сборнике Shady XV, который вышел 24 ноября 2014 года от лейбла Shady Records присутствовала, ранее не выпускавшаяся, песня «Bane».

### Новое дыхание
В 2015 году D12 впервые посещают Россию в составе Swift, Bizarre, Kuniva, а также выступают на ежегодном фестивале «Кубана» в городе Риге.
В середине года в твиттере участников D12 появляются посты о том, что группа записывает новый материал. Чуть позже появляется информация — ребята готовят новый микстейп под названием «Devil’s Night The Mixtape». Над проектом работает вся группа: Eminem, Kuniva, Bizarre, Swift и Mr. Porter. Также мы услышим на записях группу G-Unit и King Gordy.
Микстейп вышел 30 октября 2015 года.
31 августа 2018 года Eminem объявил о распаде группы в треке Stepping Stone из своего десятого студийного альбома Kamikaze. Он также извинился перед Kuniva, Bizarre и Swift за пренебрежение группой после смерти Proof’a.

## Конфликты с другими исполнителями

### BenzinoиThe Source
Эминем получил оценку «4/5 микрофона» за свой альбом The Marshall Mathers LP от печально известного хип-хоп журнала The Source в начале 2000 года. С Эминемом это просто так не прошло и он унизил The Source в нескольких песнях. Однако аргумент не дошёл до совладельца журнала Рамона Скотта — Benzino, выпустившего дисс на Эминема, а также поставившего себе «4/5 микрофона» за альбом своей группы и давшего ей место на обложке журнала. Война быстро разгорелась и Eminem вместе с артистами из Shady Records — 50 Cent, Obie Trice и D12 разорвали доверие The Source и к Benzino в роли владельца, журнал разваливался.
Конкурентный хип-хоп журнал XXL также помог Эминему по вражде и Benzino ушёл со своего поста в The Source. С тех пор Benzino пытается дискредитировать Эминема, Slaughterhouse и Shady Records расистскими высказываниями. Последний известный наезд Эминема на Benzino был на треке «The Sauce».

### EverlastиLimp Bizkit
Во время Anger Management Tour Eminem был уведомлен о том, что бывший член группы House Of Pain — Everlast насмехается над ним в песне. Everlast утверждал, что в лобби отеля Eminem «странно на него посмотрел».
Обидевшись на это, Eminem начал быстро сочинять ответную песню «I Remember», а затем объединился с D12, чтобы сделать песню «Quitter». Было сообщено, что давние друзья Эминема группа Limp Bizkit должны были быть на треке, но Фред Дёрст в последний момент отменил это, предложив запись без участия Limp Bizkit. В интервью член Limp Bizkit DJ Lethal заявил, что если бы Eminem и Everlast дрались в реальной жизни, то Everlast бы победил. Это очень разозлило Эминема и он записал песню «Girls», которая вошла в альбом Devil’s Night, направленную на оскорбление Everlast и Limp Bizkit. В последнее время спор кажется решённым, уже не слышно оскорблений ни от Эминема, ни от Everlast и Limp Bizkit.

### Royce da 5'9"
Когда Эминем был подписан на Aftermath Entertainment, его отношения с D12 не были, мягко говоря, замечательными; это позволило ему или заставило его сконцентрироваться на продвижении карьеры соучастника группы Bad Meets Evil, Royca da 5’9’’.
Royce’а можно было услышать на первом сольном альбоме Эминема «The Slim Shady LP», а также Royce был хайпмэном первые несколько недель в дебютном туре Эма. В конце концов Эминем помирился с D12 и начал уделять внимание упрочнению и их карьеры тоже. Это привело к тому, что многие проекты, для воплощения которых Royce требовался Эминем, были отложены до неопределённого времени. В качестве протеста Royce отказался продолжать быть хайпмэном Эминема и ушёл в отставку; его место занял Пруф. D12 увидела в этом предательство по отношении к Эминему, так как тур был в самом разгаре. Между Royce и 5/6 участниками D12 образовалась глубокая пропасть. Royce выпустил три дисса на группу; примечательно то, что первый из них (направленный конкретно на Bizarre), «Shit on You», был записан поверх одноимённого инструментала группы. «Malcolm X» — второй дисс (приглашённый гость — Tré Little). D12 ответили треком «Smack Down», записанным поверх инструментала 50 Cent «Back Down». К тому же Пруф выпустил дисс, названный «Many Men». Он был записан на инструментал 50 Cent «Many Men (Wish Death)». На этом Пруф не остановился и выпустил ещё один дисс вместе с The Purple Gang «Beef Is Ova». Дабы не отставать, Royce выпустил дисс «Death Day», так же используя инструментал 50 Cent, «In Da Club». Летом 2003 года участник D12 Пруф и Royce da 5’9’’ столкнулись на выходе из клуба в Детройте. Между ними и их окружением появился элемент насилия, в результате чего была вызвана полиция; Пруфа и Royce’а арестовали. Им пришлось провести ночь в заключении, находясь в смежных камерах; оба всю ночь разговаривали и выясняли отношения; в конце концов конфликт был исчерпан.
Несколькими годами позже после смерти Пруфа Royce принял участие в записи микстейпа D12 «Return of the Dozen»; ему также посчастливилось выступать в последующих турах группы по Европе и Канаде. Эминем примирился с Ройсом после смерти его лучшего друга, Пруфа, в апреле 2006 года, подметив: «Я думаю, что после того, как потеряли Пруфа, мы поняли, из-за какого глупого дерьма мы поругались». Они снова воссоединились в качестве дуэта Bad Meets Evil и записали EP под названием Hell: The Sequel, выпущенный 14 июня 2011 года на Shady Records.

### Canibus
В то время, когда Эминем и Mr. Porter стали работать над «Recovery», остальные участники D12 появились в диссе на Эминема — трек рэпера Canibus «Air Strike (Pop Killer)» с альбома «Melatonin Magik».
Canibus и раньше был вовлечён в ссору с Эминемом. Canibus, уже после смерти Пруфа, сказал о нём: «Если бы Пруф был сейчас жив, он всё равно бы умирал внутри». Участник D12, Swift, публично выступил со словами о DZK (ещё один рэпер, принявший участие в записи «Air Strike (Pop Killer)»): DZK попросил нас записать с ним совместный трек, а сам тем временем объединился с Canibus, не оповестив нас об этом. Они задиссили Эма, взяли наши куплеты и вставили в свою песню, чтобы это выглядело, будто мы пошли против него… То, что они совершили, — это отчаянная попытка быть замеченными после семи лет тявканья в сторону Эминема. Такой себе поступок шлюхи".

### Natas
Соперничество между D12 и группой Natas из Детройта началось в поздних 90-х, когда D12 выступали на разогреве у Lil’ Kim. Рассказывают, что участник Natas, Esham, был атакован D12 и её соратниками после того, как Esham пригласили на сцену, и зал воспринял его лучше, чем D12. Изначально участник D12 Эминем и Natas были в хороших отношения, однако после того, как Эминем раскритиковал второй альбом Esham, отношения резко ухудшились.
В разговоре с изданием Murder Dog Esham назвал участников D12 «деревенщиной рэпа», а Эминема — «суперсучкой»; более того в треке «Chemical Imbalance» Esham сделал отсылку к дочке Эминема, Хэйли. В песне Хэйли находится в коме. В свою очередь D12 ответили песней «Instigator», где присутствовал дисс на Natas; Пруф записал два дисса, нацеленных конкретно на Esham: «Every Sucker Has a Moment» и «Uh Huh» (последний в итоге не был выпущен в свет).
Перед тем, как поехать на Warped Tour (2001 год), обе стороны вроде бы помирились. Однако была спровоцирована драка, когда Esham якобы чем-то кидался в тур-автобус D12. Согласно пресс-секретарю лейбла, на который подписан Esham, он конкретно пострадал в результате драки: сломанный нос, изуродованное ухо, повреждённая барабанная перепонка, временная потеря слуха, множественные порезы и синяки. У участника Natas, Mastamind, также были найдены синяки и порезы. Обе группы были удалены с Warped Tour и лишены права на участие в этом фестивале.

## Появление в кино
Также члены группы иногда появляются в фильмах. Eminem сыграл главную роль в автобиографическом фильме «8 миля» и камео в фильме «Мойка», Proof тоже появился в фильме «8 Миля», сыграв рэпера Lil’ Tic.
Группа (без Эминема) снялась в фильме «Всё или ничего» в роли заключённых, играющих в баскетбол. Специально для фильма была записана песня «My Ballz», которая вошла в официальный саундтрек. Mr. Porter сыграл эпизодическую роль в музыкальном видео Drake’a «Forever». Он смотрел за Эминемом, пока тот читал свой куплет.

## Участники группы

### Нынешние участники
- Kuniva (1996—2006, 2008—н. в.)
- Swifty McVay (2000—2006, 2008—н. в.)

### Бывшие участники
- Bugz (1996—1999) †
- Proof (1996—2006) †
- Fuzz Scoota (2011—2012)
- Eminem (2000—2006)
- Bizarre (1996—2006, 2008—2012, 2014—2018)
- Mr. Porter (1996—2006, 2008—2012, 2014—2018)

## Дискография

### Альбомы
- Devil’s Night (2001)
- D12 World (2004)

### Мини-альбомы
- The Underground EP (1996)

### Микстейпы
- Mixtape (Limited Edition) (2003)
- Return of the Dozen Vol. 1 (2008)
- Return of the Dozen Vol. 2 (2011)
- The Devil’s Night Mixtape (2015)